# ベルリン宣言

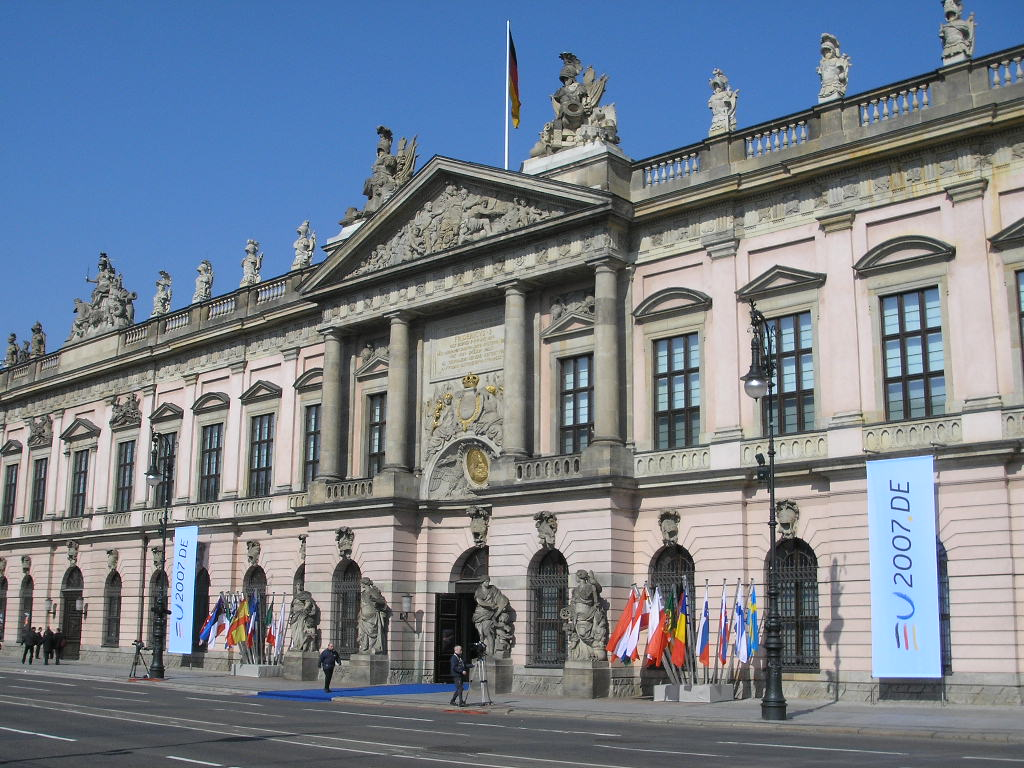
ツォイクハウス （ベルリン）

ベルリン宣言（ベルリンせんげん）は、ベルリンのツォイクハウス（Zeughaus, 「武器庫」の意。ドイツ歴史博物館として使用されている）においてローマ条約調印50周年となる2007年3月25日に、当時の欧州連合議長国ドイツが起草し、加盟27か国首脳によって採択された文書。正式名称はローマ条約調印50周年を記念する宣言。法的効力は有さないが、ベルリン宣言では直前に行われた欧州理事会で一致した考え方に基づき、連合の意義、課題、構造を欧州連合の市民に示している。

## 概要

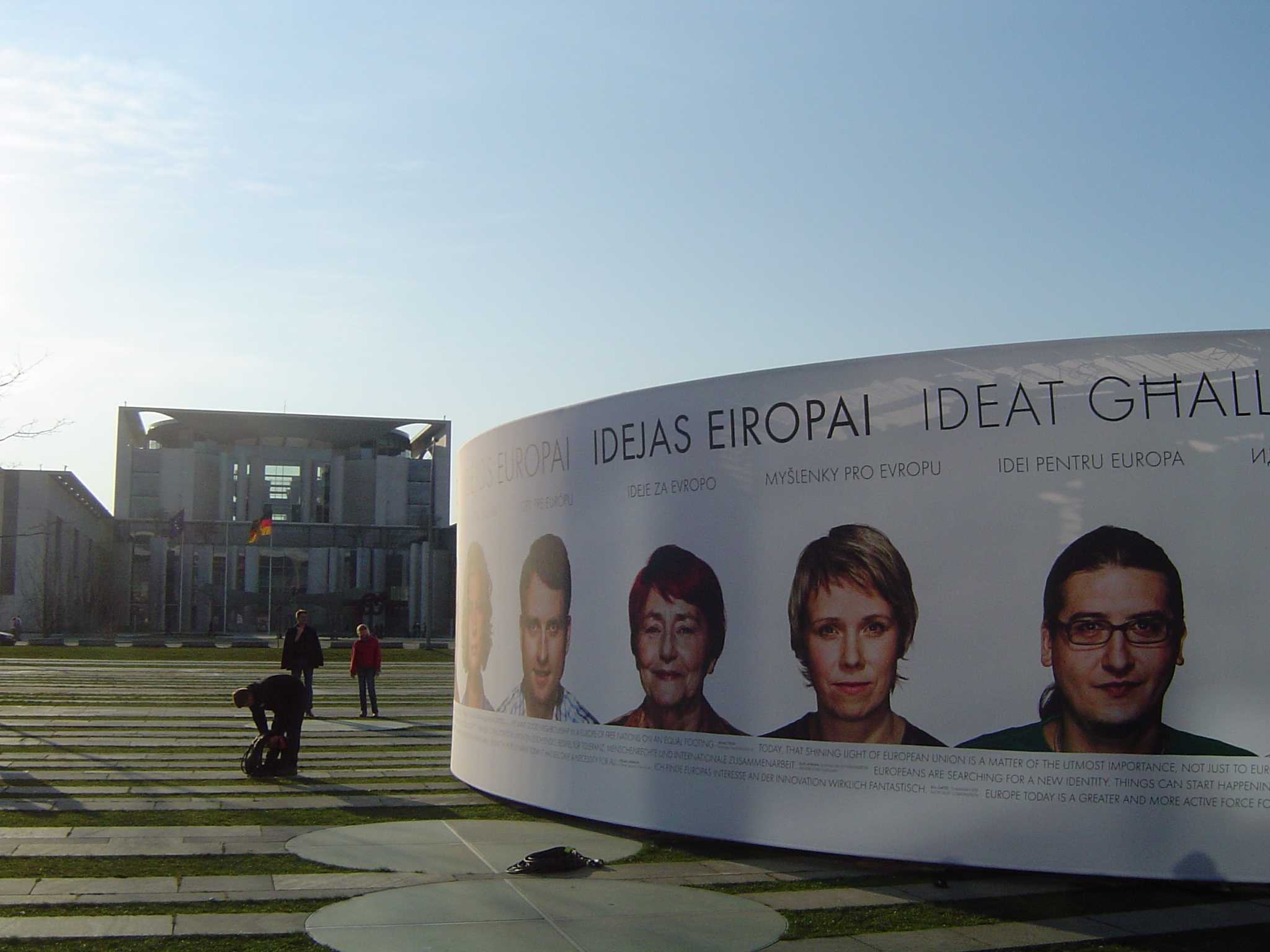
Ideen für Europa
宣言文採択にあたって連邦首相府前で展示されていた。

ベルリン宣言は、議長国ドイツが任期中の指針を象徴的、規範的に示した概略との位置づけがなされるが、4つの節に分かれており、その冒頭で50年間の欧州の政治に対する評価がなされている。第1節目において、欧州経済共同体設立条約および欧州原子力共同体 設立条約（ローマ条約）調印以来の欧州統合の成果についてうたわれている。さらに欧州の価値観を共有することの意義について強調し、それによって2009年の欧州議会議員選挙までに新たな基盤を構築する必要性を訴えている。本文では明確に記されていないが、「共通基盤」に関して、特にフランスとオランダが欧州憲法条約の批准の是非を問う国民投票で反対が示されたことに対して批判的な論調となっている。さらに欧州連合の基本的な政治課題として環境保護・気候変動問題や国際テロを挙げている。このほか調印の直前にスペインの求めを受けて、宣言文に国内問題に関連して不法入国との戦いについて追加して書き加えられた。

## 批判
宣言を発するに先立ち、ドイツ連邦議会の野党会派から批判が寄せられていた。すなわち政府代表者の中から宣言文に対して意思決定が不透明であるという追及が起こり、ドイツ連邦政府の手続きは「秘密外交」的であるというものである。これは透明性や市民の観点からすれば適切な過程ではないことになる。またローマ教皇ベネディクト16世はヨーロッパ司教協議会において、ヨーロッパのアイデンティティの形成にキリスト教が大きくかかわっているにもかかわらず、そのことに触れられていないことについて落胆の意を述べている。また全体としてベルリン宣言では欧州連合の改革に向けた議論という喫緊の目標を達成するということについてはあまり考慮されていない。またドイツ欧州連邦主義者連合は宣言文草案を「ヨーロッパのアイデンティティを見事に示しただけ」としている。。